# Chống rocket, đạn pháo, đạn cối

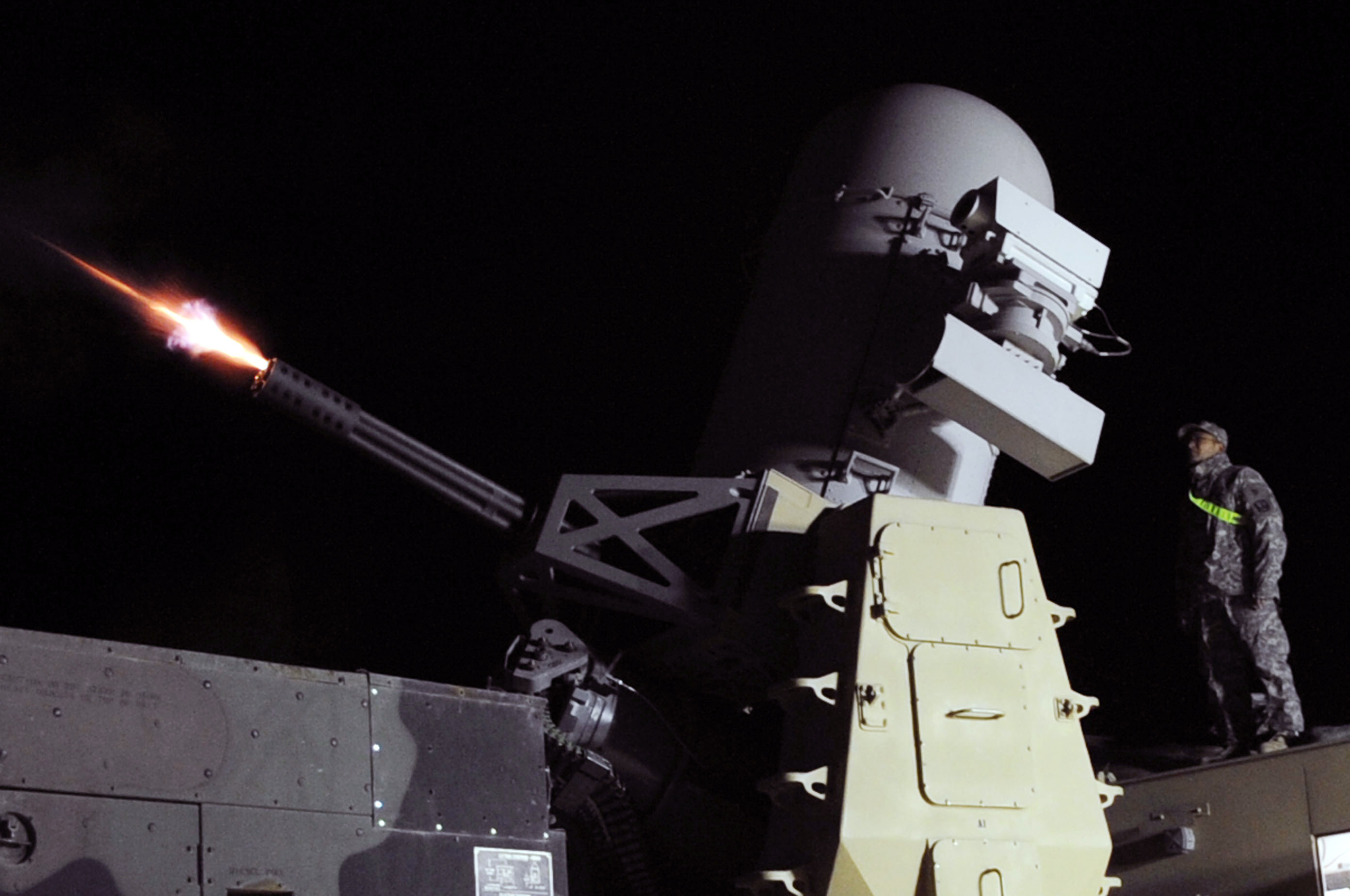
Thử nghiệm C-RAM ở Balad, Irắc năm 2010.

Chống rocket, đạn pháo, đạn cối, viết tắt là C-RAM hoặc counter-RAM (Counter rocket, artillery, and mortar), là tập hợp các hệ thống phát hiện, tiêu diệt hỏa tiễn, đạn pháo, đạn cối đang bay tới trước khi chúng bắn trúng mục tiêu mặt đất, hoặc chỉ cung cấp cảnh báo sớm.

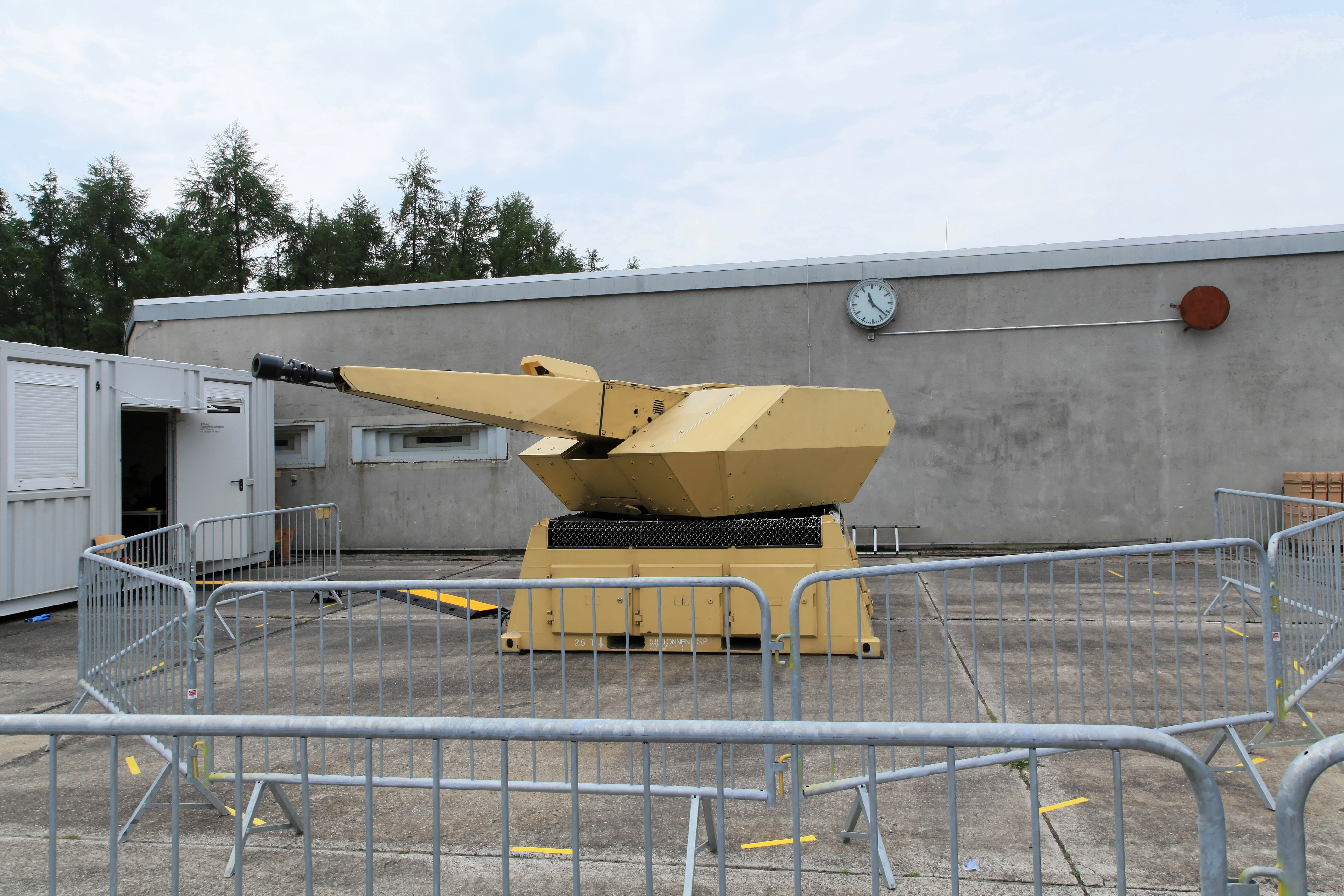
Hê thống Nächstbereichschutzsystem MANTIS của Không quân Đức

## Phân loại

### Hoa Kỳ: Hệ thống vũ khí Phalanx trên bộ
Hệ thống vũ khí Phalanx trên bộ 20 ly (còn gọi là C-RAM) là biến thể trên bộ của hệ thống vũ khí đánh gần Phalanx của Hải quân Hoa Kỳ, một loại súng bắn nhanh điều khiển bằng radar để bảo vệ chiến hạm ở cự li gần khỏi tên lửa. Cả hai đều sử dụng camera hồng ngoại nhìn về phía trước (FLIR) để cho phép người điều khiển xác định trực quan hỏa lực đang bay tới trước khi khai hỏa. Nếu như các hệ thống Phalanx của hải quân bắn đạn xuyên giáp vonfram thì C-RAM lại sử dụng loại đạn 20 ly HEIT-SD (chất đánh dấu gây cháy cao, tự hủy được), ban đầu được phát triển cho hệ thống phòng không M163 Vulcan. Những viên đạn này phát nổ khi va chạm với mục tiêu hoặc khi hết chất đánh dấu, qua đó làm giảm đáng kể nguy cơ thiệt hại phụ do những viên đạn bắn trượt mục tiêu.

### Israel: Vòm Sắt
Vòm Sắt là hệ thống tên lửa của Israel có tính năng theo dõi đa mục tiêu và đánh chặn tên lửa tự dẫn đường. Do phạm vi giao tranh ngày càng tăng cũng như nhiều cải tiến mới về hỏa tiễn và đánh chặn, cộng với khả năng tên lửa đất đối không, nó đã phát triển thành một hệ thống phòng không hoàn chỉnh. Đến tháng 11 năm 2012, hệ thống này đã chặn được hơn 400 quả tên lửa do phiến quân Dải Gaza bắn vào Israel. Dựa trên những thành công trong quá trình hoạt động, phóng viên quốc phòng Mark Thompson ước tính rằng Vòm Sắt hiện là hệ thống chống tên lửa hiệu quả nhất và được thử nghiệm nhiều nhất hiện có.

### Đức: Nächstbereichschutzsystem MANTIS
Nächstbereichschutzsystem MANTIS là hệ thống C-RAM hoàn toàn tự động 35 ly, do Rheinmetall sản xuất dựa trên hệ thống Skyshield của Oerlikon. Hệ thống này đã được Luftwaffe (Không quân Đức) sử dụng từ năm 2011.

### Ý: Porcupine
Đội hình Porcupine điển hình của Lục quân Ý gồm có bốn đơn vị hỏa lực, một trạm điều khiển trung tâm để chỉ định mục tiêu và kiểm soát vũ khí và một hệ thống radar 3D "theo dõi trong khi quét" để giám sát và theo dõi mục tiêu. Mỗi thiết bị bắn từ xa bao gồm một khẩu pháo Gatling M61A1 20 ly, hệ thống xử lí đạn dược và hệ thống theo dõi quang học hồng ngoại (IR) ổn định.

### Ý: DRACO
DRACO là trạm vũ khí đa năng hoạt động chống lại các mục tiêu trên không và trên bộ được thiết kế cho Lục quân Ý bởi OTO-Melara, sử dụng khung gầm xe bọc thép bánh Centauro 8x8. Vũ khí chính gồm: pháo 76mm/62 tốc độ bắn cao, nạp đạn tự động; súng 76mm/62 điều khiển bằng điện để nâng và di chuyển ngang, đồng thời được ổn định ở độ cao. DRACO lắp đặt được trên các bệ có bánh xe 8x8, dành cho các hoạt động hỗ trợ chiến đấu, phòng thủ đoàn, cũng như trên các phương tiện bánh xích hoặc nơi trú ẩn để phòng thủ điểm. Pháo chính 76mm/62 nạp đạn tự động hoàn toàn tương thích với mọi loại đạn 76 ly đang được sử dụng cũng như đạn dẫn đường 76mm DART. DRACO có thể được điều khiển hoàn toàn bởi hai người (Chỉ huy và Xạ thủ) từ xa, nằm bên trong thân tàu để lắp đặt di động hoặc bên trong hầm chỉ huy kiên cố để lắp đặt cố định.

### Trung Quốc: LD-2000
LD-2000 là hệ thống vũ khí tầm gần trên bộ do Trung Quốc phát triển. LD-2000 dựa trên Kiểu 730 CIWS của Hải quân Trung Quốc. Khi hoạt động, nó kết hợp với radar phản pháo kích.

### Hà Lan: Goalkeeper
Hệ thống vũ khí tầm gần Goalkeeper của Hà Lan được giới thiệu vào năm 1979. Đây là hệ thống vũ khí tự động bảo vệ tàu tầm ngắn chống lại tên lửa, máy bay và tàu mặt nước cơ động nhanh. Sau khi kích hoạt, hệ thống sẽ tự động thực hiện toàn bộ quy trình phòng không từ giám sát, phát hiện đến tiêu diệt, bao gồm cả việc lựa chọn mục tiêu ưu tiên tiếp theo.

### Nga: AK-630
AK-630 là hệ thống vũ khí tầm gần hoàn toàn tự động của hải quân Liên Xô và Nga dựa trên pháo xoay 30 ly sáu nòng, được gắn trong tháp pháo tự động đi kèm, điều khiển bởi radar MR-123, phát hiện và theo dõi truyền hình. Mục đích chính của hệ thống này là phòng thủ trước tên lửa chống hạm và các loại vũ khí dẫn đường chính xác khác của địch. Tuy nhiên, hệ thống cũng có thể được dùng để chống máy bay cánh cố định hoặc cánh quay, chiến hạm và các loại tàu nhỏ, mục tiêu ven biển và mìn nổi.

## Nghiên cứu năng lượng định hướng
Hoa Kỳ đã và đang tăng cường khả năng vũ khí năng lượng định hướng nhằm chống lại các mối đe dọa do hỏa tiễn gây ra. Vũ khí năng lượng định hướng là một hệ thống vũ khí tầm xa gây sát thương lên mục tiêu bằng cách phát ra năng lượng tập trung cao độ, gồm tia laser, vi ba và tia hạt. Lục quân Hoa Kỳ đã trao một hợp đồng trị giá 29 triệu đô la vào năm 2016 cho Kratos Defense & Security Solutions để tạo nguyên mẫu cho các hệ thống như vậy.
Nhà thầu quốc phòng Hoa Kỳ Raytheon đang phát triển một biến thể dựa trên tia laser, trong đó tia laser tập trung chi phí thấp sẽ giúp tăng tầm bắn và giảm thời gian đánh chặn súng. Một bằng chứng về khái niệm này đã được chứng minh trên đạn súng cối 60 ly vào năm 2006.
Iron Beam là hệ thống phòng không được phát triển bởi nhà thầu quốc phòng Rafael Advanced Defense Systems của Israel. Ra mắt tại Triển lãm hàng không Singapore năm 2014 vào ngày 11 tháng 2, hệ thống này được thiết kế để tiêu diệt rocket, đạn pháo và đạn cối tầm ngắn với tầm bắn lên tới 7 km (4,3 dặm), quá nhỏ để hệ thống Vòm Sắt có thể đánh chặn hiệu quả. Ngoài ra, hệ thống này còn đánh chặn được các máy bay không người lái. Iron Beam sẽ sử dụng "chùm laser năng lượng cao được định hướng" để tiêu diệt địch với phạm vi lên tới 7 km (4,3 dặm). Iron Beam sẽ là thành phần thứ năm trong hệ thống phòng không tích hợp của Israel, bên cạnh Arrow 2, Arrow 3, David's Sling và Vòm Sắt. Tuy nhiên, Iron Beam cũng là một hệ thống độc lập.